# Tatjana Konstantinova van Rusland

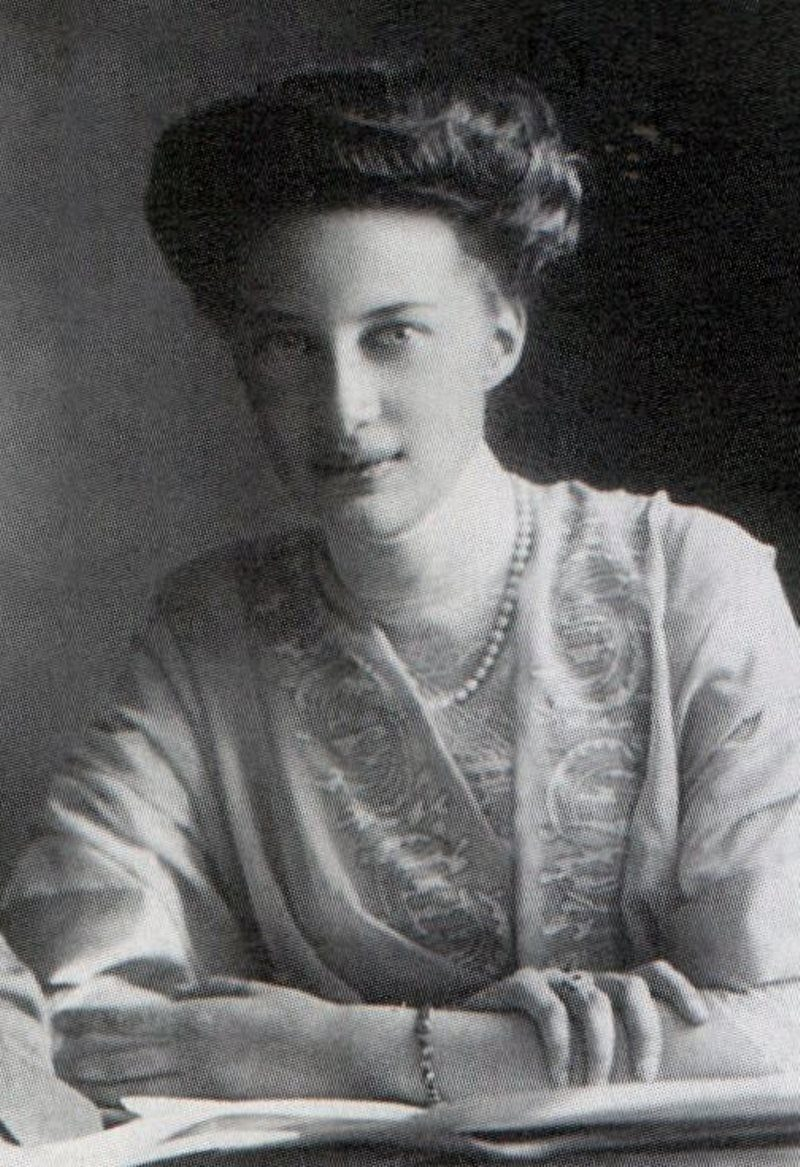
Tatjana Konstantinova van Rusland

Tatjana Konstantinova Romanova (Russisch: Татьяна Константиновна Романова) (Sint-Petersburg, 23 januari 1890 – Jeruzalem, 28 augustus 1979), prinses van Rusland, was het derde kind en de oudste dochter van grootvorst Constantijn Konstantinovitsj van Rusland en grootvorstin Elisabeth Mavrikievna Romanova. 

## Prinses van Rusland
Tatjana, haar broers en zussen waren de eerste slachtoffers van de Familiewet, die tsaar Alexander III invoerde. Deze hield in dat alleen de kinderen en kleinkinderen in mannelijke lijn de titel “grootvorst” of “grootvorstin” kregen en dat achterkleinkinderen en hun afstammelingen de lagere titel “prins van Rusland” of “prinses van Rusland” kregen. Deze wet werd ingevoerd om het aantal leden van de keizerlijke familie die staatssalaris kregen, te verkleinen.

## Huwelijk
In de lente van 1911 verloofde prinses Tatjana zich met prins Constantijn Bagration-Muhransky, een Russische aristocraat. Omdat hij van lagere afkomst was, zorgde Tatjana’s verloving voor wat onenigheid in de keizerlijke familie. Tsaar Nicolaas II realiseerde zich dat de jonge generatie Romanovs op huwbare leeftijd was gekomen en dat er dus nog meer van dit soort verlovingen zouden komen. Om meer onenigheid in de familie te voorkomen, veranderde de tsaar de Russische wet. Hierdoor hoefden alleen nog maar een beperkt aantal leden van de keizerlijke familie, namelijk de kinderen en kleinkinderen in mannelijke lijn van een tsaar, te trouwen met iemand van gelijke afkomst. Veel oudere leden van de familie spraken hier schande van en beschouwden Tatjana’s huwelijk dan ook als morganatisch. Het huwelijk werd uiteindelijk gesloten op 6 september 1911 op het paleis van Tatjana’s vader te Pavlovsk, een buitenstad van Sint-Petersburg. Uit het huwelijk werden twee kinderen geboren: Teimuraz (1912-1992) en Natalja (1914-1984).

## Oorlog en revolutie
Vijf van Tatjana’s broers en haar echtgenoot dienden tijdens de Eerste Wereldoorlog in het Russische leger. In 1914 stierf haar jongste broer, prins Oleg Konstantinovitsj, en later ook haar echtgenoot. Deze tegenslagen zorgden ervoor dat haar vaders conditie erg achteruit ging en hij een jaar later stierf. In 1917 begon de Russische Revolutie. Tatjana en haar jonge kinderen wisten het land uit te vluchten met de hulp van Alexander Korotchenzov, de adjudant van haar oom, grootvorst Dimitri Konstantinovitsj. Tatjana en Alexander trouwden in Genève in november 1921, maar hij stierf drie jaar later in Lausanne. Tatjana voedde haar kinderen dus grotendeels alleen op. Toen die getrouwd waren, trad Tatjana toe tot een klooster en werd ze non. Ze werd uiteindelijk abdis van het Orthodoxe klooster op de Olijfberg bij Jeruzalem en stond bekend als “Moeder Tamara, Hegoemena van het Orthodoxe Convent van de Olijfberg”. Daar stierf ze op 28 augustus 1979.